# Coeliccia satoi
Coeliccia satoi – gatunek ważki z rodziny pióronogowatych (Platycnemididae).